# کبرا رکوردز
کبرا رکوردز (انگلیسی: Cobra Records) شرکت نشر موسیقی آمریکایی است، که در سال ۱۹۵۶ تأسیس شد.